# Клэр (озеро, Альберта)
Клэр (англ. Lake Claire) — озеро в северо-восточной части провинции Альберта (Канада). Целиком находится внутри огромного Национального парка Вуд-Баффало западнее озера Атабаска. Одно из больших озёр Канады — площадь водной поверхности 1415 квадратных километров, общая площадь — 1436 квадратных километров, является первым по величине внутренним озером в провинции Альберта. Высота над уровнем моря 213 метров. Озеро мелководное, глубина всего до 2 метров, ловятся северная щука, судак, сиг.
Озеро расположено между устьями рек Пис-Ривер и Атабаска и является частью их дельты. В озеро Клэр впадают реки Бёрч и Мак-Ивор, также в систему озера входят небольшие озера Барил и Мамави. Как озеро Клэр, так и озеро Атабаска связаны с Пис-Ривер системой проток, большую часть времени вода из озёр через протоки течёт в Пис-Ривер, образуя Невольничью реку, но в период паводка на Пис-Ривер уровень реки выше уровня озёр и протоки «работают» в реверсном режиме, наполняя озёра дельты и озеро Атабаску водой из Пис-Ривер. Но чуть раньше или чуть позже через Невольничью реку, Большое Невольничье озеро и реку Маккензи воды озера и реки Пис-Ривер попадают в Северный Ледовитый океан.